# Брад (Филипени)
Брад (рум. Brad) насеље је у Румунији у округу Бакау у општини Филипени. Oпштина се налази на надморској висини од 286 m.

## Становништво
Према подацима из 2002. године у насељу је живело 305 становника, од којих су сви румунске националности.